# Партизанська сільська рада (Вітовський район)
Партиза́нська сільська́ ра́да — адміністративно-територіальна одиниця та орган місцевого самоврядування у Вітовському районі Миколаївської області. Адміністративний центр — село Партизанське.

## Загальні відомості
- Населення ради: 1 110 осіб (станом на 2001 рік)

## Населені пункти
Сільській раді підпорядковані населені пункти:
- с. Партизанське
- с. Благодатне

## Склад ради
Рада складається з 16 депутатів та голови.
- Голова ради: Кердикашвілі Валентина Олександрівна
- Секретар ради: Порчак Ольга Григорівна

### Керівний склад попередніх скликань
| Прізвище, ім'я, по батькові          | Основні відомості                                                         | Дата обрання | Дата звільнення |
| ------------------------------------ | ------------------------------------------------------------------------- | ------------ | --------------- |
| Кердікашвілі Валентина Олександрівна | Сільський голова, 1975 року народження, позапартійна                      | 26.03.2006   | 31.10.2010      |
| Кердикашвілі Валентина Олександрівна | Сільський голова, 1975 року народження, освіта вища, член Партії регіонів | 31.10.2010   |                 |

Примітка: таблиця складена за даними сайту Верховної Ради України

### Депутати
За результатами місцевих виборів 2010 року депутатами ради стали:

#### За суб'єктами висування
| Суб'єкт висування | Кількість обраних депутатів | %    |
| ----------------- | --------------------------- | ---- |
| Партія регіонів   | 13                          | 81,3 |
| Самовисування     | 3                           | 18,8 |

#### За округами
| № округу        | Прізвище, ім'я, по батькові  | Дата визнання обраним | Освіта  | Партійна приналежність | Відомості про обраного депутата                           |
| --------------- | ---------------------------- | --------------------- | ------- | ---------------------- | --------------------------------------------------------- |
| Партія регіонів |                              |                       |         |                        |                                                           |
| 1               | Балатинська Оксана Василівна | 03.11.2010            | середня | позапартійна           | тимчасово не працює                                       |
| 3               | Горін Тетяна Миколаївна      | 03.11.2010            | середня | член Партії регіонів   | Партизанська загальноосвітня школа, кухар                 |
| 4               | Бучковська Надія Тимофіївна  | 03.11.2010            | вища    | позапартійна           | ЖКП Партизанське, бухгалтер                               |
| 5               | Беліменко Людмила Василівна  | 03.11.2010            | вища    | позапартійна           | Партизанський фельдшерсько-акушерський пункт, завідувачка |
| 6               | Полковник Василь Миколайович | 03.11.2010            | середня | позапартійний          | пенсіонер                                                 |
| 8               | Прихода Ольга Юріївна        | 03.11.2010            | середня | член Партії регіонів   | МВПЗ, листоноша                                           |
| 10              | Мельникова Лілія Василівна   | 03.11.2010            | середня | позапартійна           | домогосподарка                                            |
| 11              | Яценчук Марина Вікторівна    | 03.11.2010            | вища    | позапартійна           | ТОВ «5 Океан», продавець                                  |
| 12              | Кирушок Михайло Миколайович  | 03.11.2010            | середня | позапартійний          | Комсомольська загальноосвітня школа, охоронник            |
| 13              | Швець Володимир Євгенович    | 03.11.2010            | середня | позапартійний          | тимчасово не працює                                       |
| 14              | Щербанюк Лілія Володимирівна | 03.11.2010            | вища    | позапартійна           | Магазин 110 Воскресенського ССТ, завідувачка              |
| 15              | Шмаюн Ніна Леонідівна        | 03.11.2010            | вища    | позапартійна           | Комсомольська загальноосвітня школа, вчитель              |
| 16              | Звірішин Віктор Ярославович  | 03.11.2010            | середня | позапартійний          | одноосібник                                               |
| Самовисування   |                              |                       |         |                        |                                                           |
| 2               | Шульгіна Катерина Іванівна   | 03.11.2010            | вища    | позапартійна           | ЖКП Партизанське, директор                                |
| 7               | Порчак Ольга Григорівна      | 03.11.2010            | вища    | позапартійна           | Партизанська сільська рада, секретар виконкому            |
| 9               | Зварішина Алла Михайлівна    | 03.11.2010            | вища    | позапартійна           | Партизанська сільська рада, бухгалтер                     |

## Населення
Згідно з переписом УРСР 1989 року чисельність наявного населення сільської ради становила 1113 осіб, з яких 514 чоловіків та 599 жінок.
За переписом населення України 2001 року в сільській раді мешкало 1100 осіб.

### Мова
Розподіл населення за рідною мовою за даними перепису 2001 року:
| Мова       | Відсоток |
| ---------- | -------- |
| українська | 91,53 %  |
| російська  | 6,76 %   |
| молдовська | 1,08 %   |
| білоруська | 0,09 %   |
| вірменська | 0,09 %   |
| інші       | 0,45 %   |